# Rehburg-Loccum
Rehburg-Loccum egy község Németországban, a Weser-Nienburgi járásban. Lakosainak száma 10 188 fő (2023. december 31.).

## Történelme
Rehburg-Loccum városa 1974 március 1-én jött létre 5 település: Bad Rehburg, Loccum, Münchehagen, Rehburg és Winzlar egyesülésével.

## Földrajza

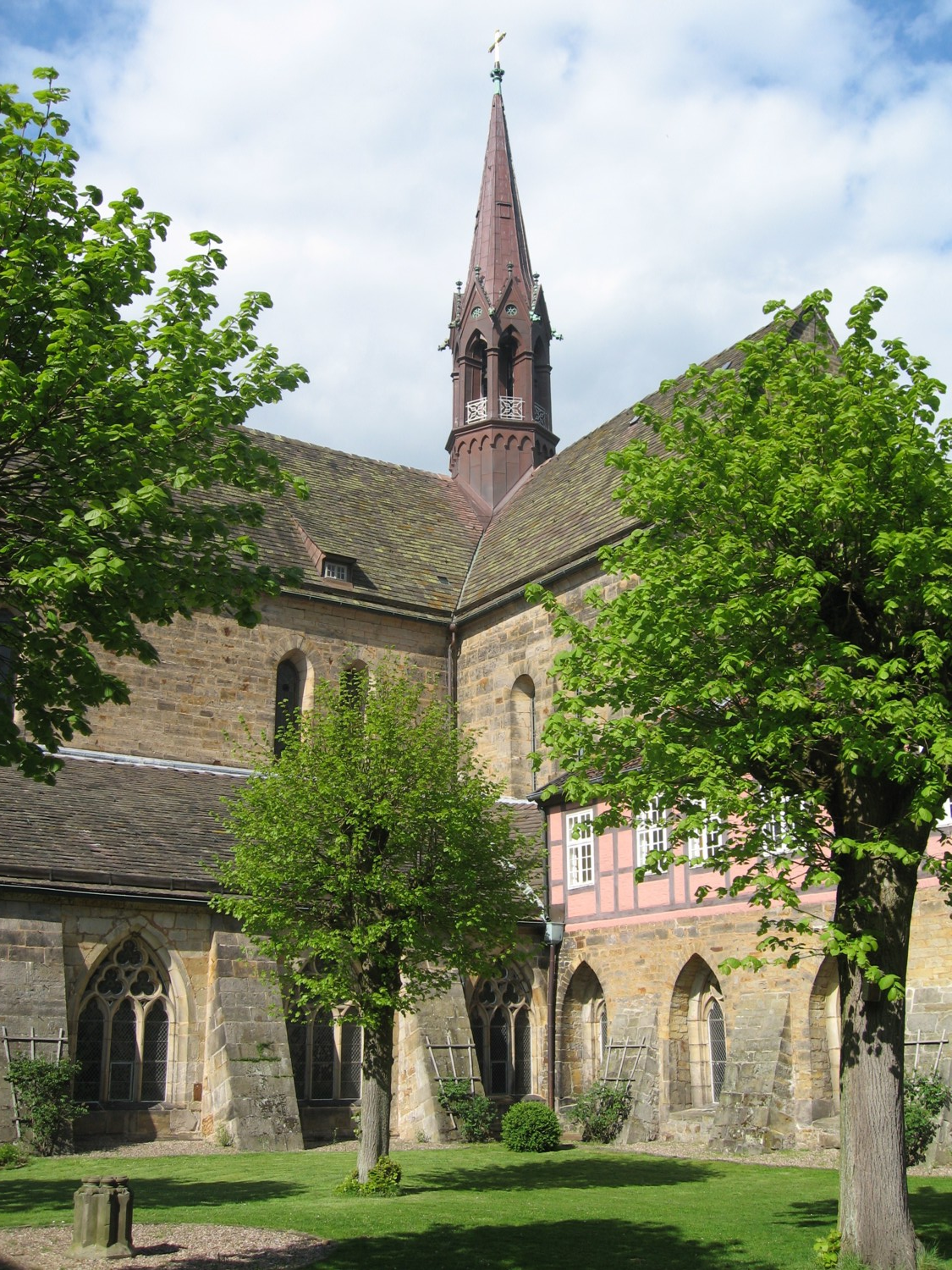

Határos városok: északon Stolzenau, keleten Neustadt am Rübenberge, délkeleten Wunstorf, délen Wölpinghausen, nyugaton Stolzenau településsel határos.
A Steinhuder Meer Natúrpark keleten Rehburg-Loccum területére is kiterjed.

## Népessége
| Lakosok száma | 10 219 | 10 187 | 10 110 | 10 107 | 10 199 | 10 188 |
|               | 2016   | 2017   | 2019   | 2021   | 2022   | 2023   |

## Látnivalók
- Loccumi kolostor

## Testvértelepülések
- Niederschöna

## Itt született személyek
- Magdalene bey der Koppeln († 1628 in Loccum), a boszorkányüldözés első áldozata
- Gerhard Hahn (* 1946), német animációs filmrendező
- Ernst Jünger (* 1895 in Heidelberg; † 1998 Riedlingen), német filozófus és író, ifjúkorában Rehburgban élt.
- Horst Hirschler (született Stuttgartban, 1933 szeptember 4-én), német teológus és apát a loccumi kolostorban

## Galéria

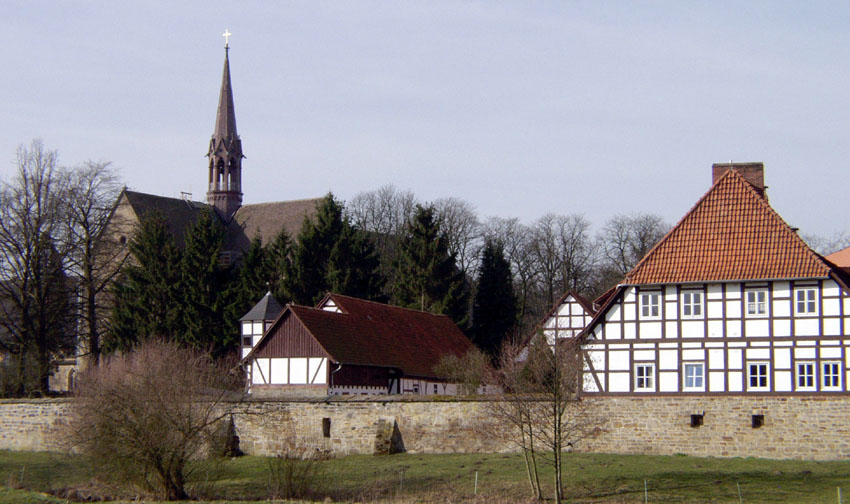
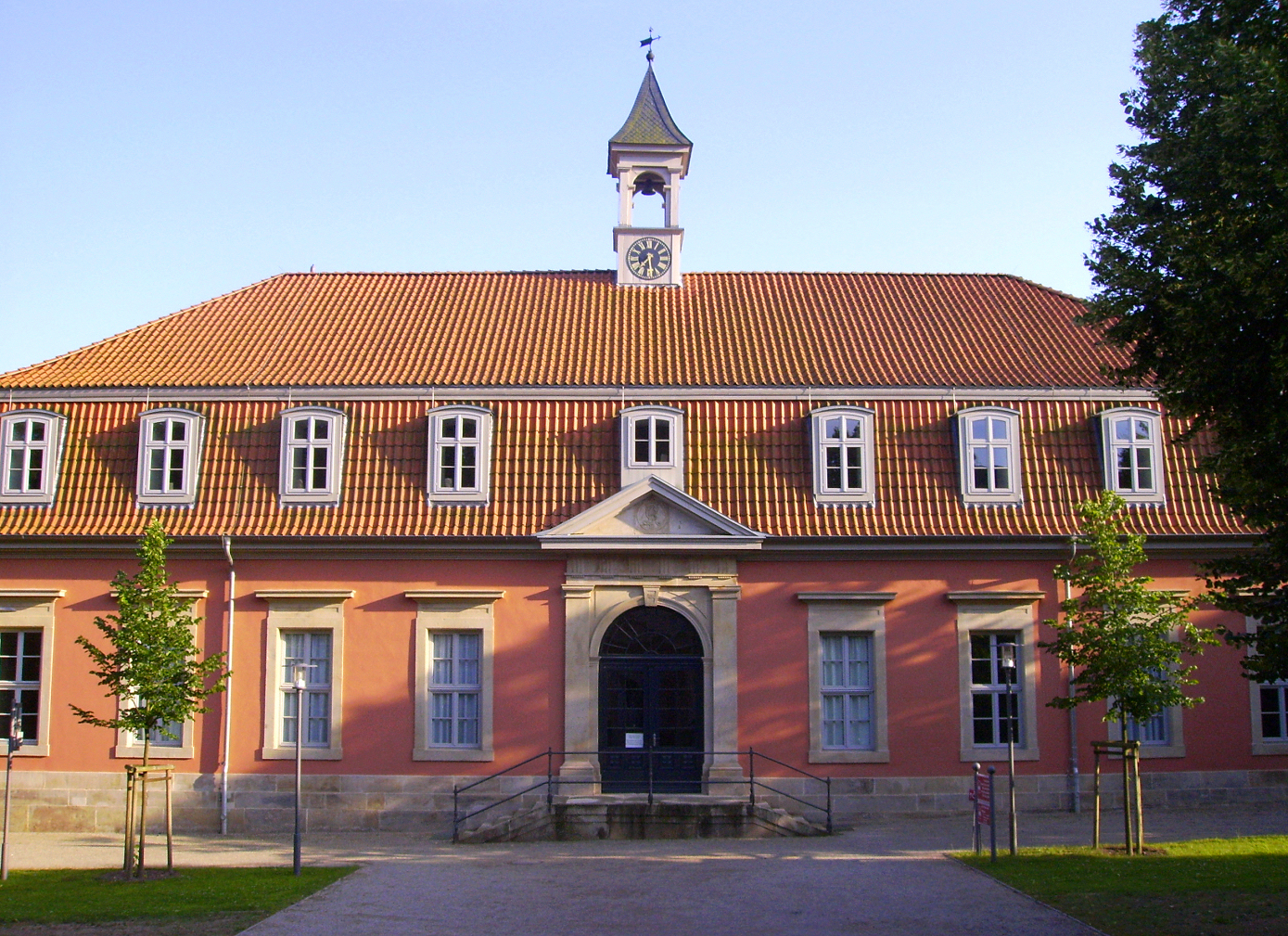
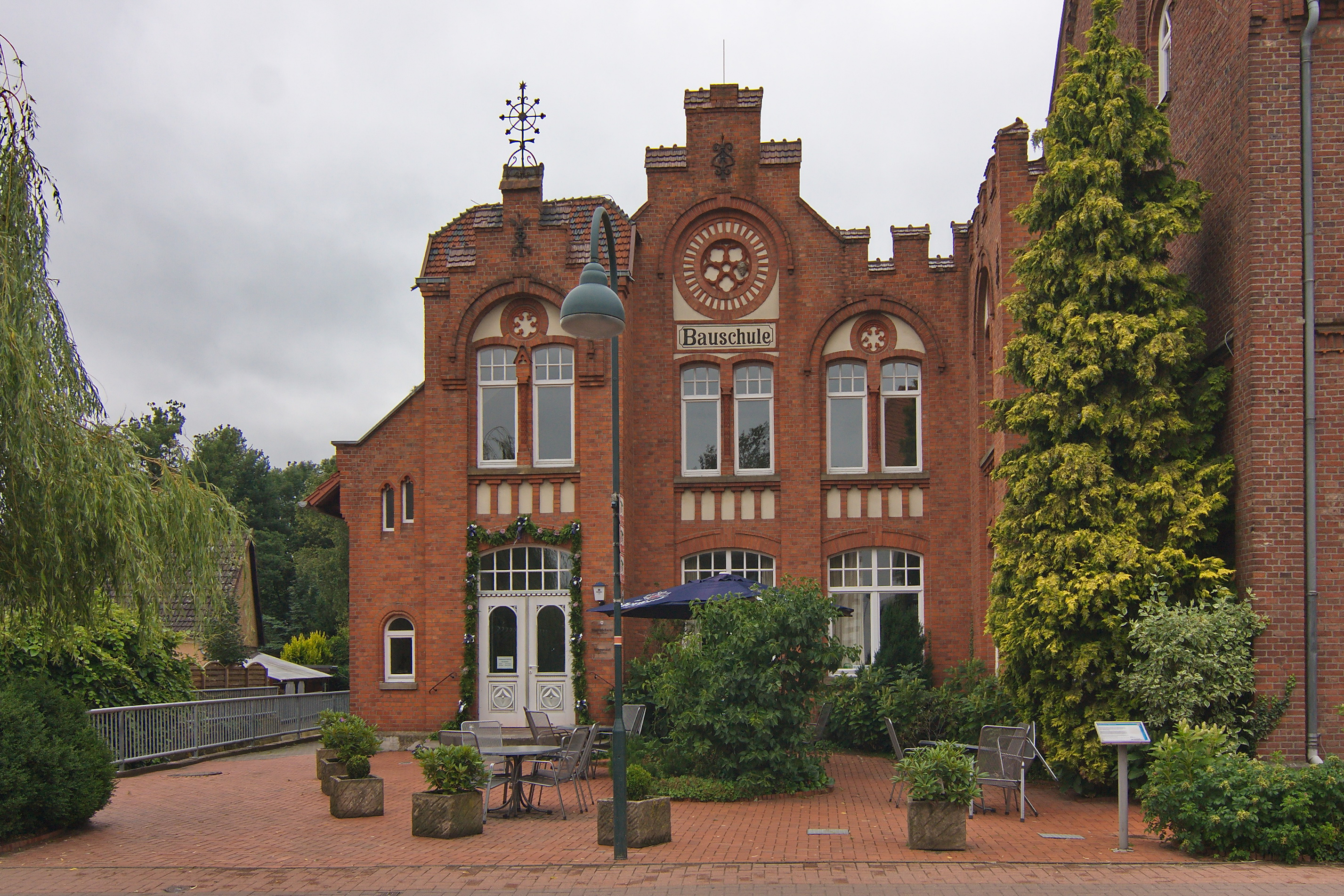
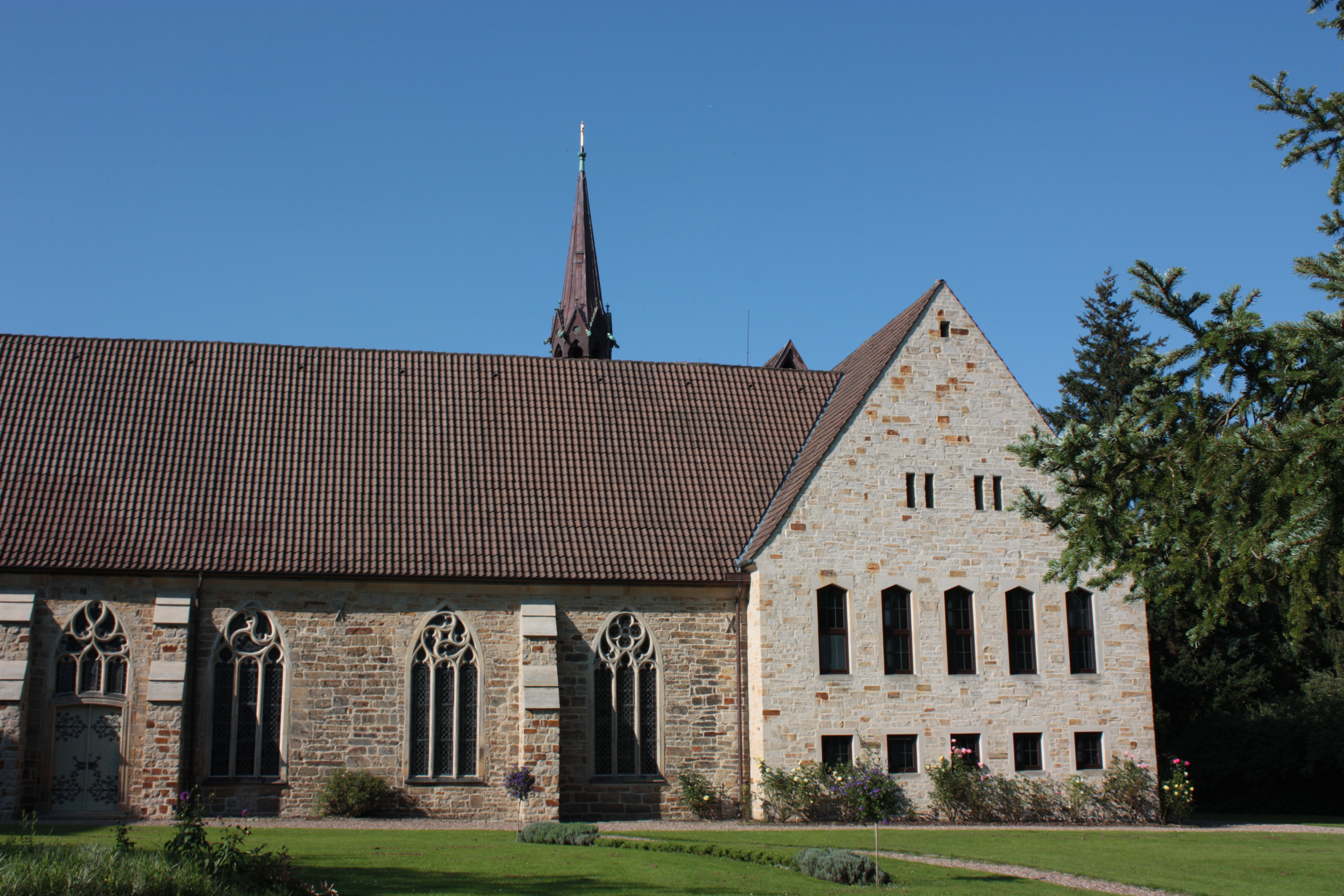
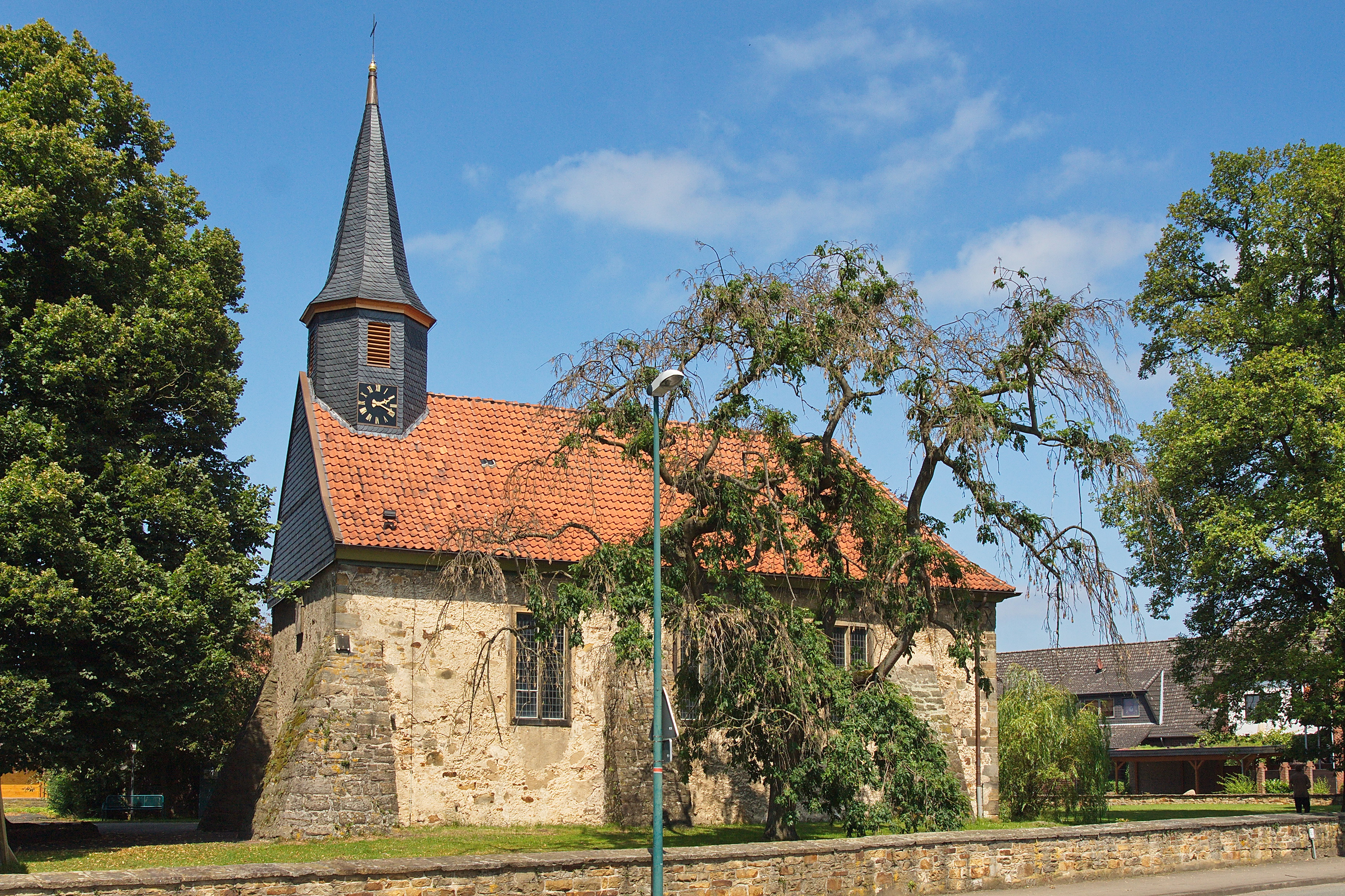
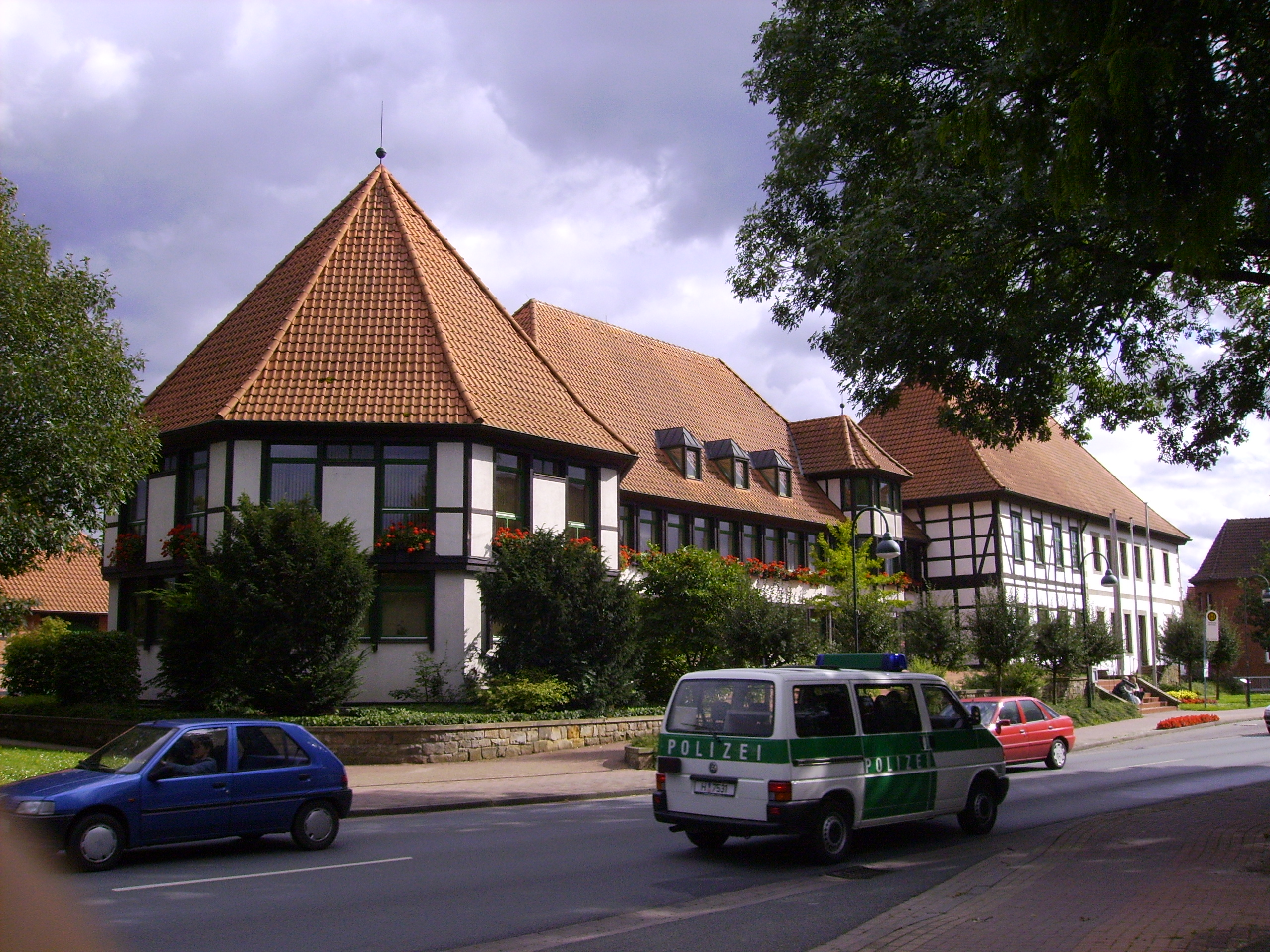
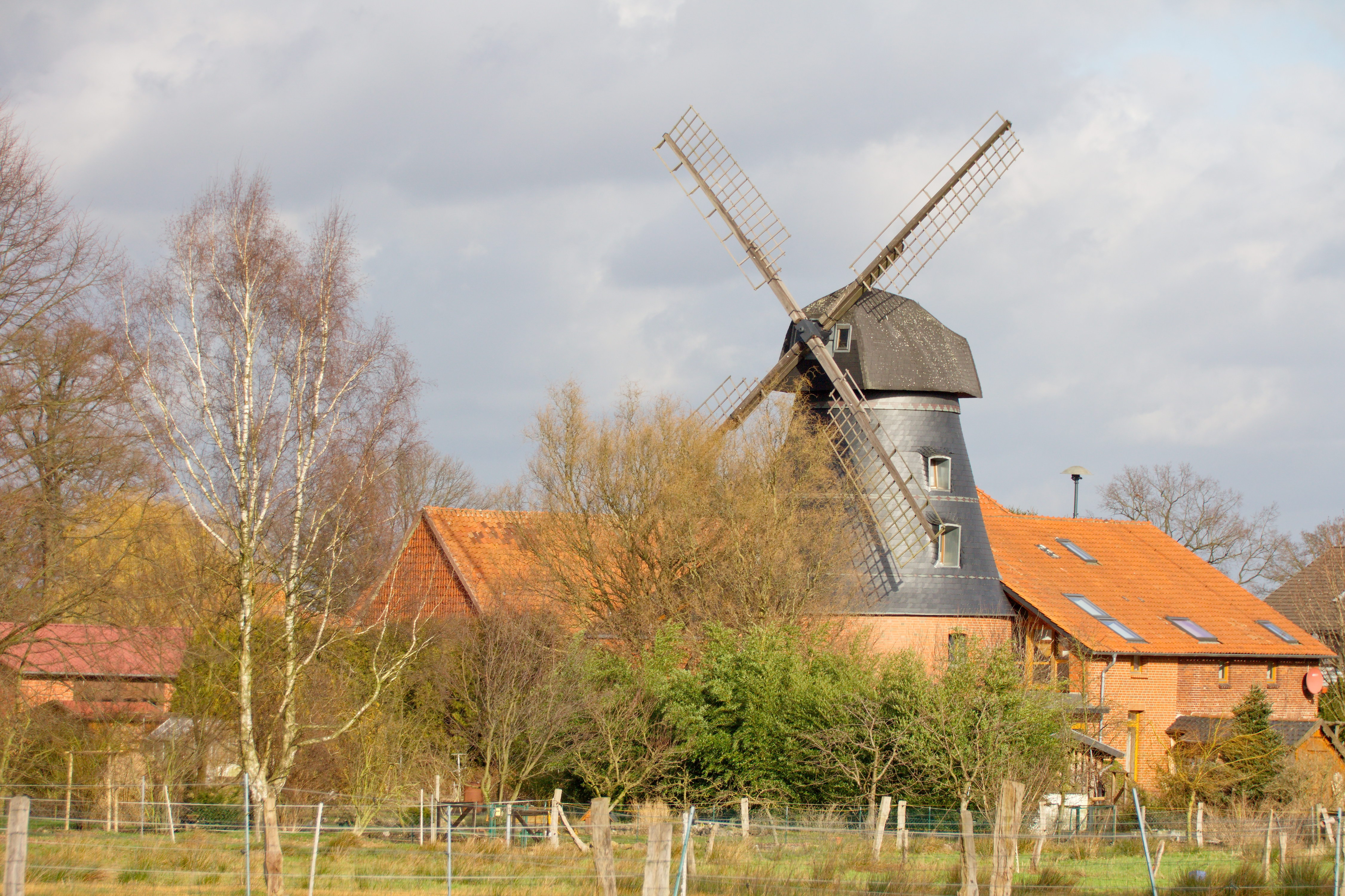